# Jekaterina Abramowna Fleischitz
Jekaterina Abramowna Fleischitz (russisch Екатерина Абрамовна Флейшиц; * 28. Januar 1888 in Krementschuk; † 30. Juni 1968 in Moskau) war die erste Frau, die im Russischen Kaiserreich Rechtsanwältin wurde und den Doktorgrad der Rechtswissenschaft in der Sowjetunion erreichte.

## Leben
Ihr Vater war Abram Petrowitsch Fleischitz, ein Rechtsanwalt jüdischer Herkunft. Ihre Mutter Sofia Semjonowna Fleischitz (Mädchenname: Zolotarewskaja) entstammte einer kaufmännischen Familie aus Krementschuk und erhielt eine gymnasiale Ausbildung.
1904 absolvierte Jekaterina Fleischitz das Gymnasium und erhielt eine goldene Medaille und 1907 legte sie an der juristischen Fakultät der Pariser Sorbonne ein Prädikatsexamen ab. 1909 besuchte sie die juristische Fakultät der Sankt Petersburger Universität.
Von 1911 bis 1913 war Fleischitz mit Emmanuil Abramowitsch Dubossarskij, der ebenfalls Rechtsanwalt war, verheiratet. Er wurde am 27. Dezember 1920 als „Kadett“ durch Bolschewiki erschossen.
Im Rahmen der Bestuschewschen Kurse bereitete sich Jekaterina Fleischitz unter der Leitung von Iossif Alexejewitsch Pokrowski und Michail Jakowlewitsch Pergament auf die Professur vor und wurde nach Ablegung ihrer Magister-Examen 1917 Privatdozentin an der Sankt Petersburger Universität.
1937 wurde Fleischitz im außerordentlichen Verfahren (ohne Verteidigung der Promotionsarbeit) zum Doktor der Rechtswissenschaft erklärt. 1939 habilitierte sie mit dem Thema „Höchstpersönliche Rechte im Zivilrecht der Sowjetunion und der kapitalistischen Länder“.
Ab Ende der 1940er Jahre trug sie zur Kodifizierung des Zivilrechts in der Sowjetunion bei. Sie gilt als Hauptverfasserin des Zivilgesetzbuches der RSFSR von 1964.
Durch den Eisernen Vorhang wurde sie auf Lebenszeit von ihrem Sohn Jurij Emmanuilowitsch Dubossarskij getrennt, der bei ihrer Schwester in Frankreich aufwuchs, auch Jurist wurde und in den ersten Nachkriegsjahren bei den UN arbeitete.